# 985
985 (CMLXXXV) var ett normalår som började en torsdag i den julianska kalendern.

## Händelser

### Augusti
- Augusti eller september – Efter att påvestolen har stått tom i ett år väljs Johannes XV till påve.

### Okänt datum
- Erik Segersälls här besegrar Styrbjörn Starkes jomsvikingar i slaget vid Fyrisvallarna (detta år eller 983).
- Harald Blåtand dör och efterträds som kung av både Danmark och Norge av sin son Sven Tveskägg (detta eller nästa år). Makten över Norge innehas dock i verkligheten av den norske ladejarlen Håkon Sigurdsson.
- Erik Röde lämnar Island och grundar två bosättningar på Grönlands västkust. Bosättningarna fanns kvar fram till på 1400-talet.

## Födda
- Gisela av Bayern, ungerskt romersk-katolskt helgon.

## Avlidna
- 20 juli – Bonifatius VII, motpåve från juni till juli 974 och sedan 984.
- Harald Blåtand, kung av Danmark sedan 958 och av Norge sedan 970 (död detta eller nästa år).